# Maladera colossica
Maladera colossica är en skalbaggsart som beskrevs av Brenske 1898. Maladera colossica ingår i släktet Maladera och familjen Melolonthidae. Inga underarter finns listade i Catalogue of Life.